# 산거좡역
산거좡역(중국어: 善各庄站)은 중국 베이징시 차오양구 추이거좡 지구 내 추앙위안루, 라이광잉 동로가 서로 교차하는 지점에 위치한다. 베이징 지하철 14호선의 지하철역으로 2014년 12월 28일 14호선 동부구간 개통과 함께 개장되었다.

## 위치와 역명
산거좡역은 솽샤 철도의 북쪽, 징쳉 고속도로 동쪽, 왕징 전자도시의 북부 확장 계획 지역 내에 위치한 북동 5 순환 도로 외부에 위치한다. 14호선 마취안잉 차량단은 역 북동쪽에서 접근 가능하다.
지명인 '산거좡'은 마을을 세웠을 때 남쪽에서 온 단일 성 이주민들이 함께 살았던 이름을 따서 '산거좡'이라고 불렸으나 이 단일 성의 구체적인 유래는 확인할 수 없다.

## 역 구조

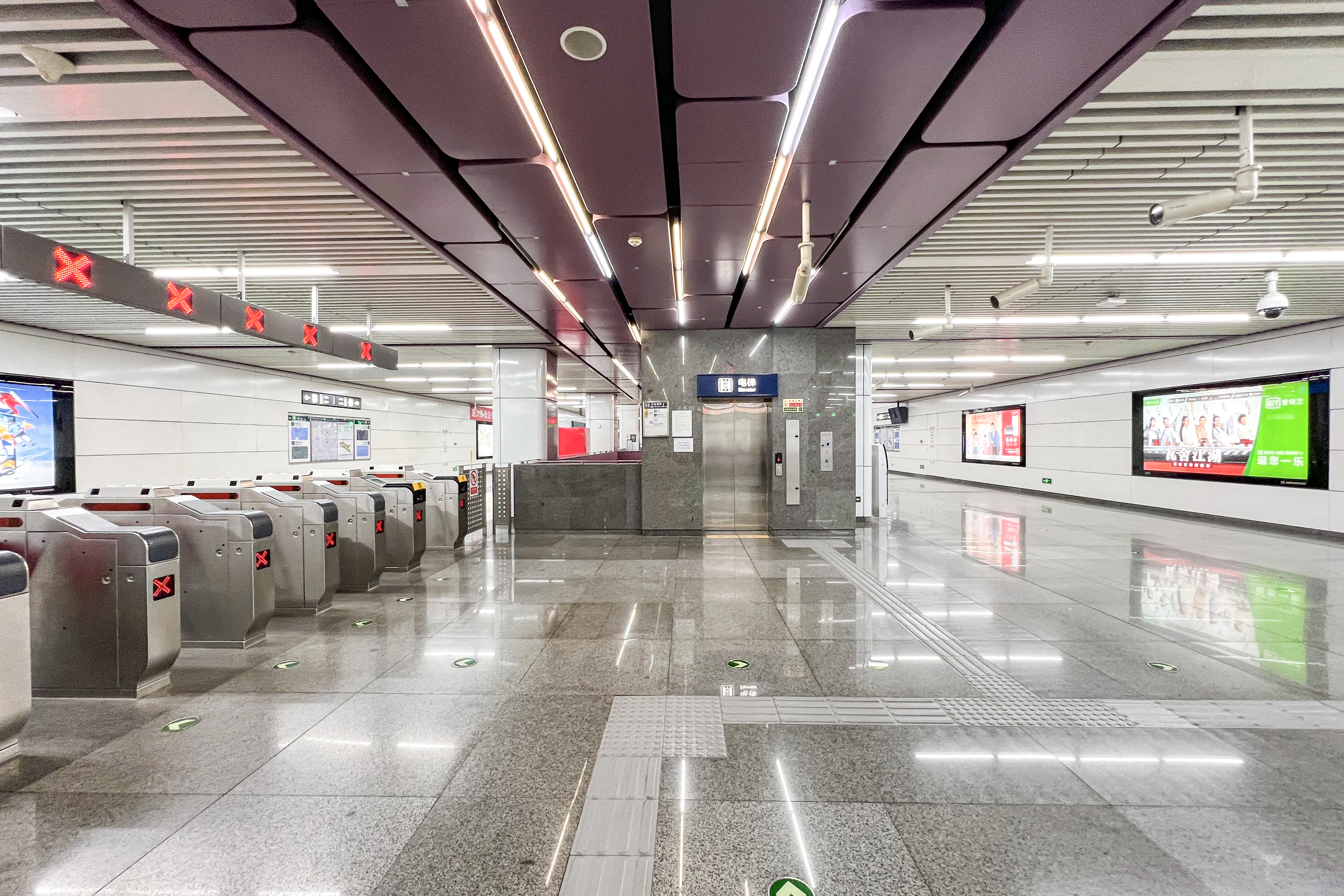
대합실(2022년 3월)

### 층별 구조
산거좡역은 1면 2선의 섬식 승강장으로 설계되었고, 4개의 출입구를 갖춘 지하 2층 건물의 역이다.
| 지면층          | 지면                            | 출입구                           |
| 지하 1층 대합실 | 대합실                          | 보안검색대, 자동발권기, 고객센터 |
| 지하 2층 승강장 | ←                               | ■ 14호선 장거좡 방면 (라이광잉)  |
| 지하 2층 승강장 | 섬식 승강장, 왼쪽 출입문이 열림 |                                  |
| 지하 2층 승강장 | →                               | ■ 14호선 하차 전용 승강장        |

## 출구
산궈좡역에는 A, B, C, D 4개의 출입구가 존재한다.
|                         |                    |                                                                  |      |           |
| 출구                    | 지시               | 목적지                                                           | 사진 | 편의 시설 |
| 出口 · A                | 추앙위안루(创远路) | 추앙위안루(북측)                                                 |      | 빈칸      |
| 出口 · B                | 추앙위안루(创远路) | 추앙위안루(남측)                                                 |      | 빈칸      |
| 出口 · C                | 추앙위안루(创远路) | 추앙위안루(남측), 왕징(望京)·화훼 센터(华樾中心)                 |      |           |
| 出口 · D                | 추앙위안루(创远路) | 추앙위안루(북측), 지하철 산거좡역 버스정류장(地铁善各庄站公交站) |      | 빈칸      |
| 아이콘 설명: 엘리베이터 |                    |                                                                  |      |           |